# Clarence Lorenzo Simpson

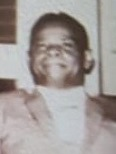
Simpson (Datum unbekannt)

Clarence Lorenzo Simpson  (* 1896; † 1969) war von 1944 bis 1952 Vizepräsident von Liberia. 1952 wurde Simpson der erste Botschafter Liberias in den USA.

## Leben
Der zur vermögenden Oberschicht der Amerikoliberianer zählende Clarence Lorenzo Simpson wurde 1896 geboren, nach der Schulausbildung studierte er bis 1921 in Monrovia Rechtswissenschaft an der Hochschule von Westafrika und am Liberia College.
In der Regierung des liberianischen Präsidenten Edwin Barclay war Simpson von 1934 bis 1943 Staatssekretär. Zu seinen Weggefährten gehörte der Politiker und Jurist William S. Tubman, von 1937 bis 1943 stellvertretender Vorsitzender des Supreme Court of Liberia. Tubman bestritt gemeinsam mit Simpson den Präsidentschaftswahlkampf von 1944 und nominierte ihn zum Vizepräsidenten. In dieser Funktion nahm Simpson 1945 als Repräsentant Liberias an der Gründungsversammlung der Vereinten Nationen in New York teil.
Simpson wechselte nach dem Ablauf seiner Vizepräsidentschaft in den diplomatischen Dienst und war vom 21. April 1952 bis zu seiner Pensionierung Botschafter Liberias in den Vereinigten Staaten.
Simpson gehörte zu den wichtigsten Vertrauten der US-Regierungen in Liberia.
- In den 1930er Jahren, in seiner Zeit als Staatssekretär gehörte der reibungslose Aufbau der Firestone Plantage zu seinen Tätigkeitsschwerpunkten, Simpson erwarb durch häufige Kontakte zur US-Botschaft auch ein gutes Verhältnis zur amerikanischen Verwaltung der Plantage und diente oft als Vermittler.
- Während des Zweiten Weltkriegs war Simpson mit den Projekten zum Aufbau amerikanischer Militärbasen in Liberia betraut und hatte bereits 1940 ein Treffen mit US-Admiral David M. LeBreton an Bord des Kreuzers Omaha vor der Küste von Monrovia.[2]

## Familie
- Aus seiner Autobiographie ist bekannt, dass die aus den amerikanischen Südstaaten kommenden Eltern von Clarence Lorenzo Simpson 1878 mit Unterstützung der American Colonization Society  in der Hauptstaat Monrovia eintrafen.
- Auch sein Sohn Clarence Lorenzo Simpson Jun., 1933 in Monrovia geboren, machte eine Karriere als liberianischer Politiker und war wiederum unter Präsident Tubman als Justizminister tätig.